# Biemna thielei
Biemna thielei är en svampdjursart som beskrevs av Burton 1930. Biemna thielei ingår i släktet Biemna och familjen Desmacellidae.
Artens utbredningsområde är havet kring Indonesien. Inga underarter finns listade i Catalogue of Life.